# Robert Rudolf Schmidt

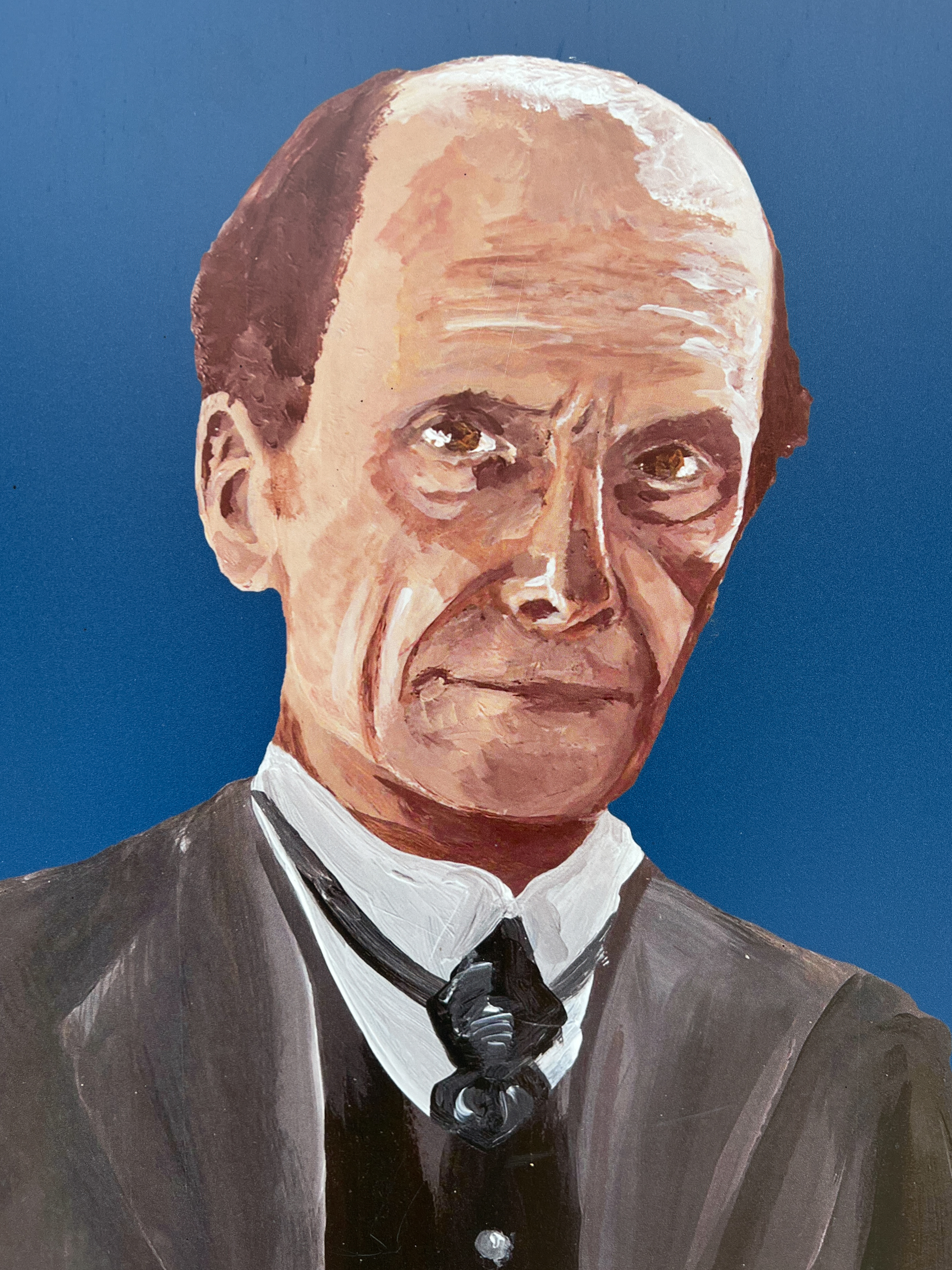
Robert Rudolf Schmidt (Illustration: Heike Würschem)

Robert Rudolf Schmidt (* 26. Mai 1882 in Mülheim am Rhein; † 14. März 1950 in Marquartstein, Oberbayern) war ein deutscher Prähistorischer Archäologe.

## Leben

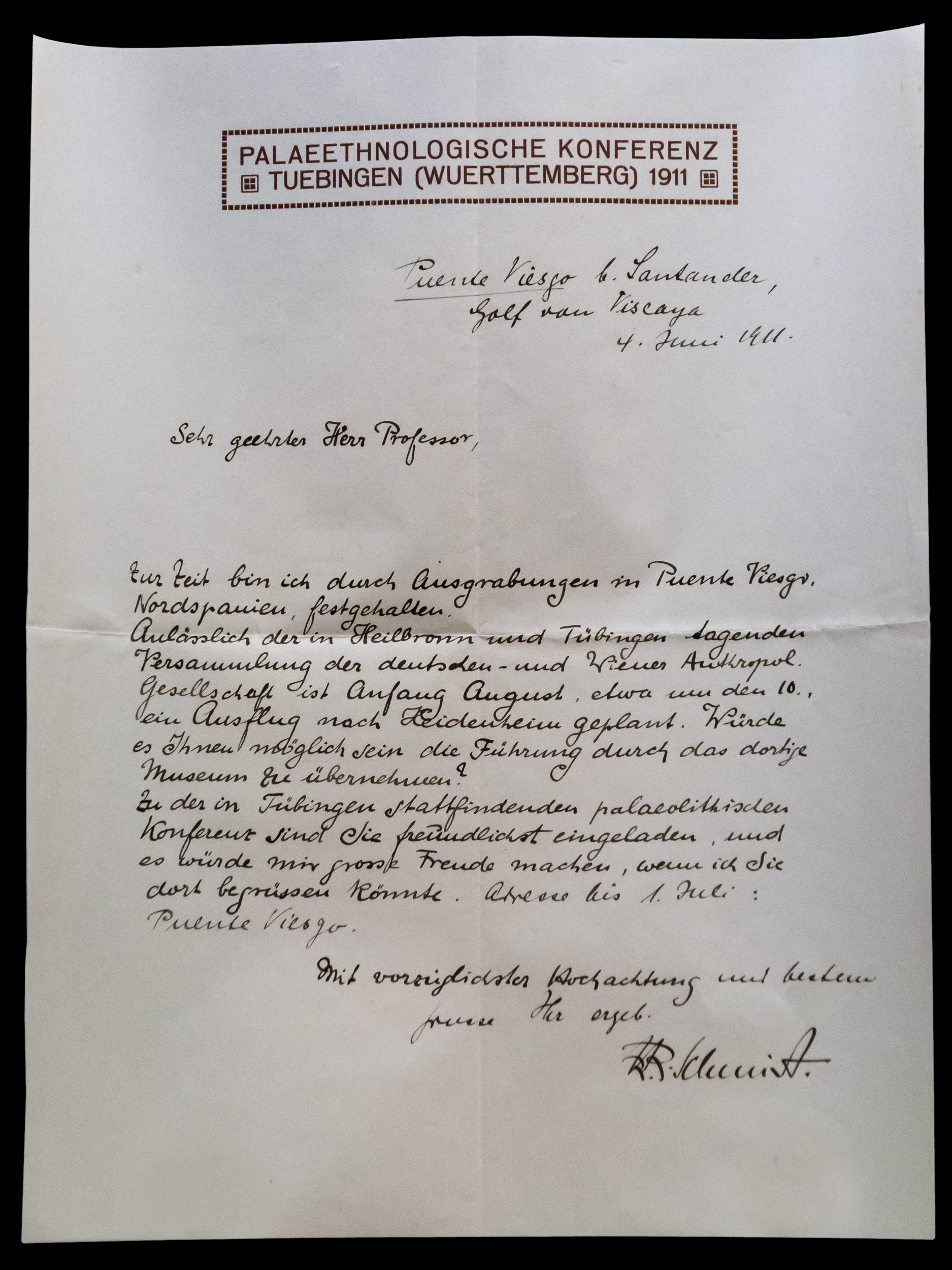
Handschriftlicher Brief Schmidts an Eugen Gaus vom 4. Juni 1911

Robert Rudolf Schmidt studierte an der Universität Tübingen und wurde 1907 bei dem Geologen und Mineralogen Ernst Koken mit einer Arbeit über Die eiszeitlichen Wohnstätten der Schwäbischen Alb promoviert. Damit war er in Deutschland der erste, in Europa der zweite, der mit einem Thema zur Älteren Urgeschichte promoviert wurde. Zwischen 1907 und 1910 untersuchte er etwa 30 Höhlen des Oberen Donautales auf Spuren der Eiszeitjäger, fündig wurde er aber nur im Probstfelsen bei Beuron.
1912 habilitierte er sich mit einem urgeschichtlichen Grundlagenwerk mit dem Titel Die diluviale Vorzeit Deutschlands an der Naturwissenschaftlichen Fakultät der Universität Tübingen. Seit 1921 hatte er einen Lehrauftrag für Urgeschichte. Er war bis 1930 Professor für Urgeschichte und Vorstand des Instituts für Urgeschichte an der Universität Tübingen. Bis zum Ende des Ersten Weltkrieges hatte er sich fast ausschließlich mit der Altsteinzeit und der Mittelsteinzeit befasst.
Zu nennen sind mehrere archäologische Grabungen und Untersuchungen:
- von 1901 bis 1908 (mit Unterbrechungen) in den Ofnethöhlen am Kraterrand des Nördlinger Rieses,
- 1906 am Sirgenstein bei Blaubeuren
- 1909 in der Anna-Kapellen-Höhle und in der Göpfelsteinhöhle bei Veringenstadt
- 1916 in der Kleinen Scheuer auf dem Rosenstein

Schmidt wendete beim Sirgenstein als einer der ersten deutschen Archäologen die französische Terminologie der verschiedenen jungpaläolithischen Epochen auf die Schichtenfolge von Höhlen der Schwäbischen Alb an.
1921 gründete Schmidt das Urgeschichtliche Forschungsinstitut, das bis 1927 im Bereich der prähistorischen Archäologie zum größten Universitätsinstitut Deutschlands heranwuchs, formal aber ein Teil des Geologischen Instituts blieb. Bekannt wurde er durch die in den 1920er Jahren durchgeführten, für damalige Verhältnisse sehr fortschrittlichen Grabungen am Federsee (Riedschachen). Schmidt zählt damit zu den Pionieren der Siedlungsarchäologie.
1930 wurde er wegen Finanzproblemen des Institutes an der Universität Tübingen entlassen. Im Hintergrund standen aber auch ein mangelnder Rückhalt im Kollegenkreis der Universität sowie des Faches, da Schmidt viele Projekte offensiv vorantrieb und vermarktete und seine wissenschaftliche Arbeit dabei ins Hintertreffen geriet. Insbesondere Schmidts Schüler Hans Reinerth, seit 1925 habilitiert, verfolgte seine eigene Karriere.
Christoff von Vojkffy wählte ihn 1936/37 als Grabungsleiter für die Weinberghöhlen bei Rennertshofen-Mauern aus. Die Nationalsozialisten ersetzten ihn aber, um den Adligen Vojkffy herauszudrängen.
1938 untersuchte Schmidt die kupfersteinzeitliche Höhensiedlung Vučedol in Kroatien.
Da Schmidt meist nur mit seinen Initialen R.R. publizierte, werden sein Vornamen oft fälschlich als Richard Rudolf oder Rudolf Robert angegeben.

## Publikationen
- Die spätpaläolithischen Bestattungen der Ofnet. In: Mannus 1. Ergänzungsband 1910, S. 56–63.
- Die Verbreitung des Menschen während des Eiszeitalters in Mitteleuropa. 1912.
- Jungsteinzeitliche Siedlungen im Federseemoor 1-3. Augsburg 1930–1937.
- Der Geist der Vorzeit. Keil Verlag, Berlin 1934.
- Die Burg Vučedol. Zagreb 1945.